# Clairmarais
Clairmarais är en kommun i departementet Pas-de-Calais i regionen Hauts-de-France i norra Frankrike. Kommunen ligger i kantonen Saint-Omer-Nord som tillhör arrondissementet Saint-Omer. År 2022 hade Clairmarais 579 invånare.

## Befolkningsutveckling
Antalet invånare i kommunen Clairmarais
| Referens: INSEE |